# Common-law marriage
Als common-law marriage oder cohabitation bezeichnet man im kanadischen und US-amerikanischen Recht eine Ehe ohne Trauschein.
Anders als in Deutschland, wo es traditionell eine scharfe Trennung zwischen Ehen und Nicht-Ehen gibt und die wilde Ehe oder eheähnliche Gemeinschaft als „Nicht-Ehe“ gilt und wo es „Ehen ohne Trauschein“ nur „sozusagen“ gibt, hat die common-law marriage vor allem im Todesfall bestimmte vermögensrechtliche Wirkungen wie eine Ehe. Hinsichtlich dieser Rechtsfolgen ähnelt sie der postmortalen Eheschließung in Frankreich oder dem gesetzlichen Zusammenwohnen in Belgien.
Eine common-law marriage hat aber während ihres Bestehens nicht die güterrechtlichen Folgen einer Ehe.

## Verbreitung
Historisch geht die common-law marriage auf das mittelalterliche England zurück, wo auch Paare in abgelegenen ländlichen Gebieten die Möglichkeit haben sollten, eine rechtsverbindliche Beziehung einzugehen ohne die üblichen Formalitäten einer Trauung.
In den USA seit  langem bekannt, gibt es die common-law marriage heute noch in neun amerikanischen Bundesstaaten (Alabama, Colorado, Iowa, Kansas, Montana, Rhode Island, South Carolina, Texas als "informelle Ehe" und Utah) sowie in Washington, D.C. Fünf weitere Bundesstaaten haben die common-law marriage inzwischen abgeschafft und erkennen sie nur noch an, wenn sie vor einem bestimmten Stichtag begründet worden ist (Georgia, wenn vor dem 1. Januar 1997 begründet; Idaho 1. Januar 1996; New Hampshire nur noch hinsichtlich der erbrechtlichen Rechtsfolgen; Oklahoma 1. November 1998; Ohio 10. Oktober 1991 und Pennsylvania 1. Januar 2005).
Nur in Iowa, Rhode Island und im District of Columbia steht die common-law marriage auch gleichgeschlechtlichen Paaren offen.
Nach der full faith and credit clause in Art. IV der amerikanischen Verfassung sind alle US-Bundesstaaten gehalten, die in einem anderen US-Bundesstaat eingegangene common-law marriage ebenfalls anzuerkennen.

## Voraussetzungen
Abhängig von den Besonderheiten der einzelstaatlichen Regelungen sind entscheidende Voraussetzungen für eine common-law marriage:
1. tatsächliches Zusammenleben für eine bestimmte Zeit
2. Ehefähigkeit, Volljährigkeit, Partner sind ledig, geschieden oder verwitwet (nicht anderweitig verheiratet)
3. Auftreten nach außen als Ehepartner wie gemeinsamer Ehename, Gemeinschaftskonto, gegenseitige Bezeichnung als "Mann und Frau"

## Rechtswirkungen
Eine common-law marriage kann nicht durch bloßes Zusammenwohnen begründet werden und bedarf wie eine Ehe der Aufhebung durch richterlichen Gestaltungsakt. Im Todesfall muss der überlebende Partner die common-law marriage beweisen, um dieselben erb- und versorgungsrechtlichen Ansprüche zu haben wie ein verwitweter Ehegatte. Beweisanzeichen können über die gesetzlichen Voraussetzungen hinaus etwa ein gemeinsamer Hausstand, gemeinsame Kinder oder die gemeinsame steuerliche Veranlagung sein.
In der Regel werden zu Lebzeiten entsprechende schriftliche Verträge zwischen den Partnern geschlossen.